# Wesley Vinícius França Lima
Wesley Vinícius França Lima (Açailândia, 6 de septiembre de 2003), más conocido como Wesley, es un futbolista profesional brasileño que juega como defensa en la A. S. Roma.

## Carrera
Nacido en Açailândia, en el estado de Maranhão, Wesley se mudó con su familia a los 2 años de edad al barrio de Sambaqui, en la ciudad de Florianópolis, Santa Catarina. Llegó a las categorías inferiores del Figueirense en 2019, pero una profunda crisis hizo que el club desactivara sus divisiones inferiores y el jugador terminó siendo despedido; el rival Avaí no le permitió ni siquiera pasar por pruebas.

### Atlético Tubarão
En agosto de 2019, Wesley fue al Atlético Tubarão. Se destacó mucho en las categorías inferiores y fue integrado al equipo profesional a los 16 años, pero el Atlético Tubarão terminó descendiendo en el Campeonato Catarinense de 2020. Con el mal rendimiento deportivo, el club acumuló una deuda de seis meses en el pago de la ayuda de costo que daba a Wesley, entre R$ 150 y R$ 200.
Hizo su debut profesional el 13 de enero de 2021, entrando como sustituto en una derrota en casa por 3-0 contra el Joinville, por la Copa Santa Catarina 2020. Por el Atlético Tubarão, jugó solo 5 partidos y no marcó ningún gol.

### Flamengo
2021
Con la ayuda del exjugador Sávio, empresario de Wesley, consiguió una prueba en el Flamengo en 2021 y fue aprobado en dos días. En menos de un mes, se convirtió en titular en el equipo sub-20 y el club lo llamó para firmar un contrato de formación. Hizo su debut con el equipo el 9 de diciembre, entrando como titular en una derrota fuera de casa por 2-0 contra el Atlético Goianiense, en la última jornada del Campeonato Brasileño 2021.
2022
Wesley formó parte del equipo sub-20 del Flamengo que participó en la Copa São Paulo de Fútbol Júnior 2022 y fue uno de los destacados del equipo. Su debut en la temporada 2022 con el equipo profesional fue el 26 de enero de 2022, entrando como titular en una victoria en casa por 2-1 sobre la Portuguesa-RJ, por el Campeonato Carioca 2022.
En el segundo semestre del mismo año, Wesley fue convocado por el entrenador Dorival Júnior para los partidos de la Copa Libertadores 2022, la cual fue conquistada por el Flamengo.
2023
Wesley jugó su primer partido de la temporada 2023 el 12 de enero, entrando como titular en una victoria en casa por 1-0 sobre el Audax Rio, por el Campeonato Carioca 2023. Hizo su debut en una competición continental el 5 de abril, entrando como titular en una derrota fuera de casa por 2-1 contra el Aucas, por la Copa Libertadores 2023.
Después de la llegada del técnico Jorge Sampaoli al mando del Flamengo, Wesley comenzó a tener más oportunidades en el equipo titular. Su primer gol como jugador profesional se produjo el 8 de junio, en una victoria en casa por 2-1 sobre el Racing, por la Copa Libertadores 2023.
Wesley terminó la temporada como titular absoluto del lateral derecho del Flamengo, participando en 54 de los 76 partidos del Rubro-Negro, siendo titular en 46.
2025
El último partido de Wesley con el Flamengo fue el 23 de julio de 2025, una remontada de 2-1 contra el RB Bragantino en el Campeonato Brasileño. El lateral tuvo una despedida especial para la afición flamenguense: marcó el gol de la victoria para el equipo carioca en el minuto 39 del segundo tiempo. Con el Flamengo, Wesley también ganó dos Copas de Brasil (2022 y 2024), una Copa Libertadores (2022), una Supercopa de Brasil (2025) y dos Campeonatos Carioca (2024 y 2025). Wesley jugó 133 partidos: 73 victorias, 30 empates y 30 derrotas con Flamengo durante su tiempo en el equipo profesional, contribuyendo con 13 goles (seis goles y siete asistencias).

### Roma
El 28 de julio de 2025, la Roma anunció el fichaje de Wesley. Para fichar al central, el club romanista pagó una cuota fija de 25 millones de euros más 5 millones de euros en objetivos. El brasileño firmó un contrato de cinco años con el club italiano. Wesley asumió la camiseta 43 de la Roma, la misma que vistió en el club carioca, y se convirtió en el 46º brasileño de la historia del club.

## Palmarés

### Títulos estatales
| Título             | Club           | Estado         | Año  |
| ------------------ | -------------- | -------------- | ---- |
| Campeonato Carioca | C. R. Flamengo | Río de Janeiro | 2024 |
| Campeonato Carioca | C. R. Flamengo | Río de Janeiro | 2025 |

### Títulos nacionales
| Título              | Club           | País   | Año  |
| ------------------- | -------------- | ------ | ---- |
| Copa de Brasil      | C. R. Flamengo | Brasil | 2022 |
| Copa de Brasil      | C. R. Flamengo | Brasil | 2024 |
| Supercopa de Brasil | C. R. Flamengo | Brasil | 2025 |

### Títulos internacionales
| Título            | Club           | Sede      | Año  |
| ----------------- | -------------- | --------- | ---- |
| Copa Libertadores | C. R. Flamengo | Guayaquil | 2022 |